# Puerto Ricos flagga
Puerto Ricos flagga utformades redan 1894 när Francisco Gonzalo Marin använde Kubas flagga som förlaga men bytte plats på de röda och blå fälten. Flaggan blev officiell 25 juli 1952 i samband med att med att Puerto Rico blev en fritt associerad stat till Förenta Staterna.
Flaggan består sedan 3 augusti 1995 av fem omväxlande röda och vita band och med en liksidig blå triangel med en vit stjärna mot flaggstången. Rött står för blod, vitt står för seger och fred och blått står för himlen och havet. Stjärnan står för nationen och triangel står för den styrande maktens tre delar regering, parlament och domstolar. 